# Ànax

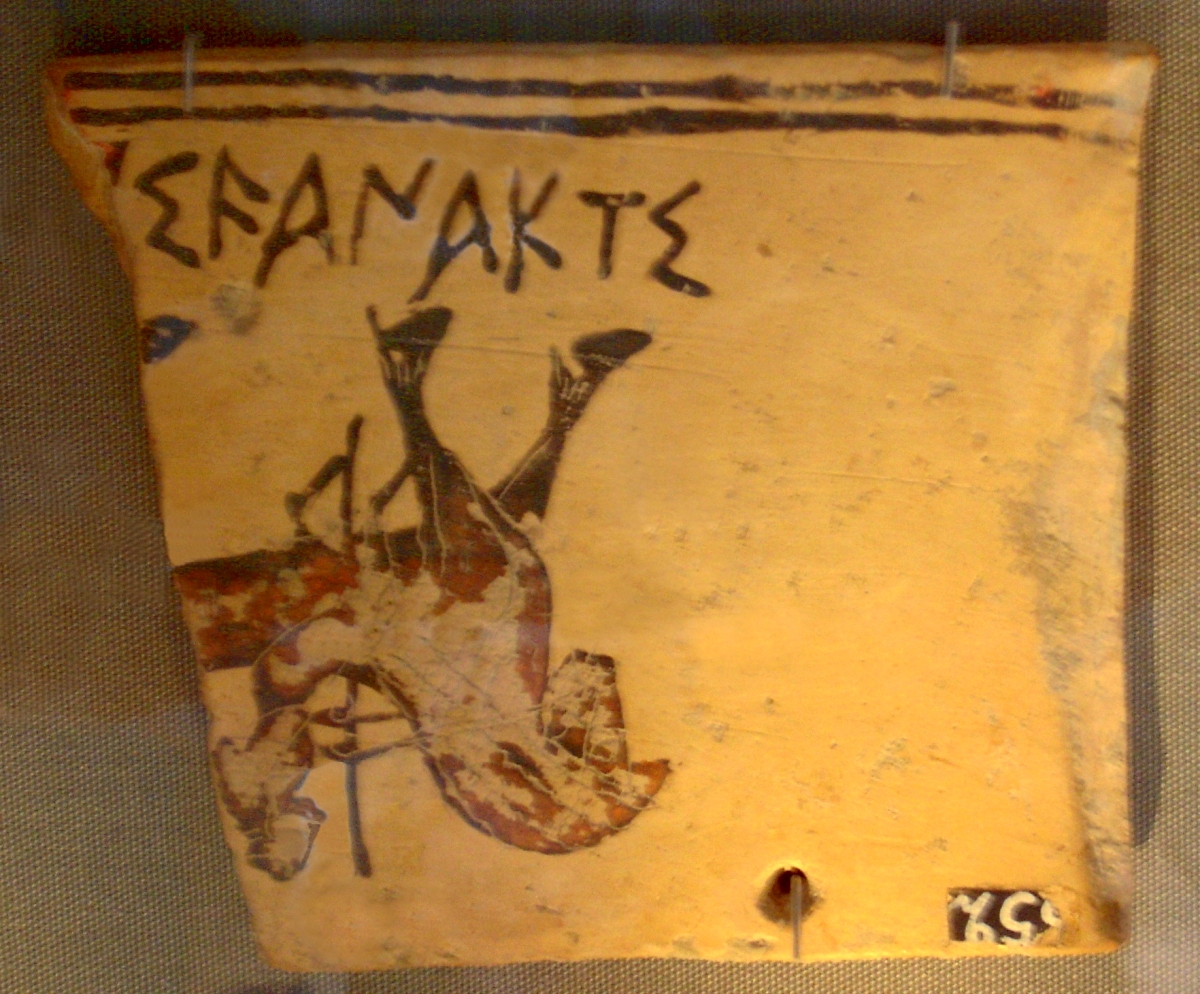
Inscripció arcaica [...]Ι ϜΑΝΑΚΤΙ ([...]i wànakti, «per al rei») en un fragment de ceràmica, que aquí es mostra a l'inrevés; també s'hi representa un guerrer muntat sobre un cavall i armat amb una llança

|  | Pel que fa al gènere de libèl·lules, vegeu Anax. |

Ànax (en grec ἄναξ; de ϝάναξ, wànax) és una antiga paraula grega per designar un líder tribal, un rei, un senyor o un cap militar. És un dels dos títols grecs que tradicionalment es tradueixen com a «rei», mentre que l'altre és basileu (βασιλεύς). Ànax és el terme més arcaic de tots dos, heretat del període micènic, i s'utilitza sobretot en grec homèric; per exemple, per referir-se a Agamèmnon. La forma femenina és ànassa, «reina» (ἄνασσα, ànassa; de wànassa, que alhora prové de *wànakt-ja).

## Etimologia
La paraula ànax deriva de l'arrel wànakt- (nominatiu *ϝάνακτς, genitiu ϝάνακτος) i apareix en la variant del grec micènic, escrit en lineal B com 𐀷𐀩𐀏, wa-na-ka, i en la forma femenina com 𐀷𐀀𐀭, wa-na-sa (més tard ἄνασσα, ànassa). La digamma ϝ es pronunciava [w] i va ser abandonada prest, abans i tot de l'adopció de l'alfabet fenici, pels antics dialectes grecs (per exemple, el jònic); no obstant això, altres dialectes van conservar la digamma fins molt després de l'època clàssica.
Amb el terme ànax a la Ilíada es fa referència a Agamèmnon (ἄναξ ἀνδρῶν, és a dir, «líder dels homes») i a Príam, grans reis que exercien poder sobre uns altres, presumiblement reis menors. Aquesta possible jerarquia d'un ànax exercint el poder sobre diversos basileus locals probablement fa referència a una organització política protofeudal de l'edat de bronze grega. L'adjectiu que en lineal B s'escriu 𐀷𐀩𐀏𐀳𐀫, wa-na-ka-te-ro (wanàkteros), «de [la família del] rei, reial», i la paraula grega ἀνάκτορον, anàktoron, «[habitatge] reial, palau» deriven d'ànax. Ànax és també un epítet cerimonial aplicat al déu Zeus («Zeus Ànax») en relació amb la seva capacitat com a protector suprem de l'Univers, que inclou la resta dels déus. El sentit de basileu com «rei» a la Grècia clàssica es deu a un canvi en la terminologia durant l'edat fosca grega. Als temps micènics, un * gʷasileus sembla que era un oficial de rang menor, o també podia designar el cap d'un gremi professional, mentre que a l'obra d'Homer ànax ja és un títol arcaic, que s'adapta més aviat als herois llegendaris i els déus en comptes de referir-se als reis contemporanis.
Aquest títol grec ha estat comparat amb el mot sànscrit वणिज् (IAST), una paraula que se sol traduir com a «comerciant», però que al Rigveda també es fa servir com un epítet d'Indra. El mot, doncs, possiblement deriva del protoindoeuropeu * *wen-aǵ-, que si fa no fa vol dir «el qui porta el botí», una forma d'alguna manera comparable amb l'etimologia de la paraula anglesa de lord, «el qui porta el pa»).
La paraula es troba com a element integrant en noms com Hipònax («rei dels cavalls»), Anaxàgores («rei de l'àgora»), Pleistoànax («rei de la multitud»), Anaximandre («rei de l'estat»), Anaxímenes («rei perdurable»), Astíanax («gran rei», «senyor de la ciutat»), Anaktòria («[dona] reial»), Ifiànassa («reina poderosa»), i molts altres. El plural arcaic ànakes (Ἄνακες, «reis») era una referència comuna als Dioscurs (Διόσκουροι), Càstor i Pòl·lux, el temple dels quals s'anomenava habitualment Anàkeion (Ἀνάκειον) i la seva festa religiosa anual, Anàkeia (Ἀνάκεια).
Les paraules ànax i ànassa s'utilitzen ocasionalment en grec modern com una deferència a la reialesa, mentre que la paraula anàktoro[n] i els seus derivats s'utilitzen comunament en relació amb els palaus.